# Gilbués (ort)
Gilbués är en ort i Brasilien.   Den ligger i kommunen Gilbués och delstaten Piauí, i den östra delen av landet, 700 km norr om huvudstaden Brasília. Gilbués ligger 481 meter över havet och antalet invånare är 4 920.
Terrängen runt Gilbués är huvudsakligen platt, men österut är den kuperad. Gilbués ligger uppe på en höjd. Runt Gilbués är det mycket glesbefolkat, med 3 invånare per kvadratkilometer.. Det finns inga andra samhällen i närheten.
Omgivningarna runt Gilbués är huvudsakligen savann.